# Trombospondina
La trombospondina è una glicoproteina avente peso molecolare di 450 kDa, contenuta nei granuli alfa delle piastrine del sangue. Essa è coinvolta nel fenomeno dell'aggregazione piastrinica, legandosi al fibrinogeno e favorendo l'aggregazione stessa. Viene espressa sulla superficie delle piastrine attivate. 
Inibisce l'angiogenesi.
Recenti ricerche in campo oncologico hanno appurato che la trombospondina-1, impedendo ad essa di legarsi alle cellule sane (precisamente al recettore CD47), aumenta la protezione dalle radiazioni anche a dosi elevate. Inoltre i dati pubblicati sulla rivista Science Traslational Medicine dimostrano che questo tipo di intervento ritarda la crescita delle cellule tumorali dopo la radioterapia.